# Bothel (Niedersachsen)
Bothel er en kommune med 2.380 indbyggere (31/12/2018) i den sydlige del af Landkreis Rotenburg (Wümme),  i den  nordlige del af  den tyske delstat Niedersachsen. Byen  er administrationsby i  Samtgemeinde Bothel.

## Geografi
Bothel ligger i landskabet Wümmeniederung i  Stader Geest  mellem floderne Rodau og Wiedau, der er bifloder til Wümme, otte kilometer sydøst for Rotenburg. Byen er omgivet af skovene Hartwedel og Trochel.

### Nabokommuner
Nabokommuner i Samtgemeinde Bothel er Brockel mod nordøst og Hemsbünde mod nordvest. Mod syd ligger bydelen Wittorf  i kommunen Visselhövede.